# Saoedi-Arabië op de Olympische Zomerspelen 1972
Saoedi-Arabië debuteerde op de Olympische Spelen tijdens de Olympische Zomerspelen 1972 in München, West-Duitsland. Vijftien atleten werden afgevaardigd. Pas in 2000 zou de eerste medaille worden gewonnen.

## Deelnemers en resultaten

### Atletiek
| Olympiër                                                                                            | Discipline             | Resultaat | Prestatie                             |
| --------------------------------------------------------------------------------------------------- | ---------------------- | --------- | ------------------------------------- |
| Mansour Farhan Al-Gegd                                                                              | 100m (m)               | 78e       | serie 3: 7de in 11,23                 |
| Said Khalil Al-Dosari                                                                               | 200m (m)               | 46e       | serie 6: 7de in 22,56                 |
| Mohamed Jaman Al-Dosari                                                                             | 400m (m)               | 56e       | serie 8: 6de in 49,67                 |
| Saad Maaz Abdul Razak                                                                               | 800m (m)               | DNS       | serie 3: niet gestart                 |
| Abdul Wahab Naser Al-Safra                                                                          | 1500m (m)              | 60e       | serie 3: 8ste in 4.14,50              |
| Abdullah Al-Mabrouk                                                                                 | 5000m (m)              | 60e       | serie 3: 13de in 15.51,0              |
| Marzouk Al-Faisal Mansour Al-Juaid Mohamed Jaman Al-Dosari Said Khalil Al-Dosari Bilal Said Al-Azma | 4x100m (m)             | 20e       | serie 1: 6de in 43,35                 |
| Abdullah Al-Mabrouk                                                                                 | verspringen (m)        | 35e       | kwalificatie groep A: 20ste met 6,32m |
| Ghazi Saleh Marzouk                                                                                 | hink-stap-springen (m) | 33e       | kwalificatie groep A: 16de met 13,82m |
| Hussein Al-Taib Maki                                                                                | kogelstoten (m)        | 29e       | kwalificatie groep A: 14de met 11,57m |
| Said Farouk Al-Turki                                                                                | discuswerpen (m)       | 28e       | kwalificatie groep A: 14de met 33,78m |
| Abdul Atif Al-Qahtani                                                                               | speerwerpen (m)        | 22e       | kwalificatie groep A: 11de met 53,06m |

Afghanistan · Albanië · Algerije · Amerikaanse Maagdeneilanden · Argentinië · Australië · Bahama's · Barbados · België · Bermuda · Birma · Bolivia · Bondsrepubliek Duitsland · Brazilië · Brits-Honduras · Bulgarije · Canada · Ceylon · Chili · Colombia · Congo-Brazzaville · Costa Rica · Cuba · Dahomey · Denemarken · Dominicaanse Republiek · Duitse Democratische Republiek · Ecuador · Egypte · El Salvador · Ethiopië · Fiji · Filipijnen · Finland · Frankrijk · Gabon · Ghana · Griekenland · Groot-Brittannië · Guatemala · Guyana · Haïti · Hongarije · Hongkong · Ierland · IJsland · India · Indonesië · Iran · Israël · Italië · Ivoorkust · Jamaica · Japan · Joegoslavië · Kameroen · Kenia · Khmerrepubliek · Koeweit · Lesotho · Libanon · Liberia · Liechtenstein · Luxemburg · Madagaskar · Malawi · Maleisië · Mali · Malta · Marokko · Mexico · Monaco · Mongolië · Nederland · Nederlandse Antillen · Nepal · Nicaragua · Nieuw-Zeeland · Niger · Nigeria · Noord-Korea · Noorwegen · Oeganda · Oostenrijk · Opper-Volta · Pakistan · Panama · Paraguay · Peru · Polen · Portugal · Puerto Rico · Roemenië · San Marino · Saoedi-Arabië · Senegal · Singapore · Soedan · Somalië · Sovjet-Unie · Spanje · Suriname · Swaziland · Syrië · Taiwan · Tanzania · Thailand · Togo · Trinidad en Tobago · Tsjaad · Tsjecho-Slowakije · Tunesië · Turkije · Uruguay · Venezuela · Verenigde Staten · Vietnam · Zambia · Zuid-Korea · Zweden · Zwitserland